# نوارة والوحش (فلم)
نوارة والوحش فيلم مصري تم إنتاجه 1987، من إخراج هنري بركات وبطولة صفية العمري وهالة صدقي وجميل راتب.

## ملخصالفيلم
قرية يتصارع كبار الملاك بها على شراء ارضها. تحل بها الراقصة نوارة وفرقتها فيزج بها في الصراع بين الكبار.

## تمثيل
- صفية العمري
- هالة صدقي
- جميل راتب
- مجدي وهبة
- سيف الله مختار
- عبد السلام محمد
- شفيق جلال
- محمود الحفناوي
- فتحية طاهر

## روابط خارجية
- مقالات تستعمل روابط فنية بلا صلة مع ويكي بيانات